# Yelmer Buurman
Yelmer Evert Frans Buurman (Ubbergen, 19 februari 1987) is een Nederlandse autocoureur. Hij is de zoon van Herman Buurman, een Nederlands autocoureur die in diverse raceklassen van het Dutch National Racing Team uitkwam. Yelmer reed ook een race met zijn vader in de Dutch Winter Endurance Series, die door hen werd gewonnen.

## Carrière

### Formule König
Buurman reed in het Duitse Formule König-kampioenschap, waarin hij in 2002 eindigde op de twintigste plaats. Hij reed voor Lohmann Motorsport, het team dat in 1994 kampioen was geworden met de Duitser Bernd Friedrich.

### Formule Renault

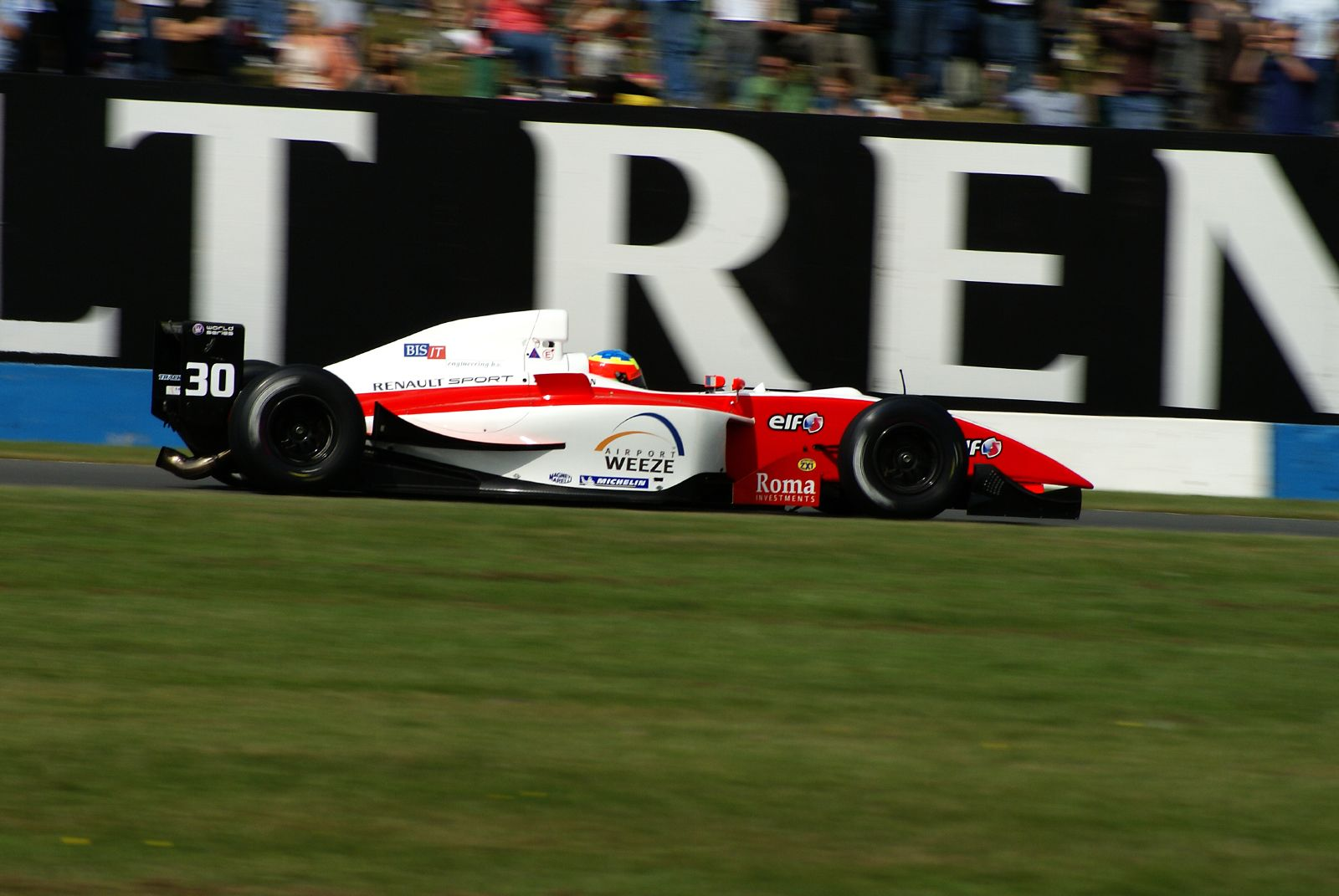
Yelmer Buurman tijdens de Formule Renault 3.5 Series, 2007

Tussen 2003 en 2005 reed Buurman in verschillende Formule Renault-kampioenschappen, waaronder in de Britse, Nederlandse, Europese en Amerikaanse seizoenen. In het winterseizoen van de Britse Formule Renault van 2003 sloot Buurman een vierjarig contract met het Fortec Motorsport-team.
Zijn succesvolste seizoenen in de Renault-kampioenschappen waren het winterseizoen van de Britse Formule Renault van 2003 en het Nederlandse Formule Renaultseizoen van 2004. In beide kampioenschappen eindigde hij als derde. In 2007 verving Buurman Richard Philippe die vanwege een blessure vier races niet kon rijden. Hij reed mee in het Europese Formule Renaultseizoen van 2007, en eindigde daar in zijn tweede weekend op de vierde en vijfde plaats in twee races.

### Formule 3
Nadat Buurman in 2005 twee races in de Britse Formule 3 had gereden, richtte hij in 2006 en 2007 zijn doelen op deze series. In 2006 eindigde hij op de vierde plaats in het Britse kampioenschap en reed in vier races in de Formula Drie Euroseries voor zijn team Fortec. In 2007 ging Buurman over naar het Manor Motorsport team om aldaar fulltime te gaan rijden. Hij eindigde op de zesde plaats in het kampioenschap. Ook deed hij dat jaar mee aan zowel de Grand Prix van Macau in Macau als de Masters F3.

### GP2 Series

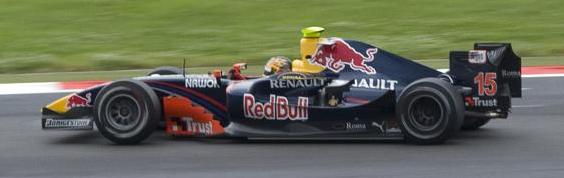
Yelmer Buurman rijdt voor Arden in de GP2 Series

In 2008 kwam Buurman uit in zowel de GP2 Series als de nieuwe GP2 Azië Series voor het Arden International-team, naast Sébastien Buemi. Buurman was officieel niet ingepland om te racen in de Azië Series, maar verving daar de Pakistaanse Adam Langley-Khan, die zich meer was gaan richten op zijn carrière in de A1GP. Langley Khan verliet het team na twee ronden geracet te hebben. Na tien races in het GP2 Series-seizoen werd Buurman vervangen door Luca Filippi, die zijn plek bij het ART Grand Prix team verloren was aan Sakon Yamamoto. In het seizoen 2008-2009 van de GP2 Azië Series kwam Buurman uit voor het nieuwe team Ocean Racing van oud-F1 coureur Tiago Monteiro. In 2009-2010 kwam hij in de GP2 Azië Series uit voor Ocean Racing Technology, waarvoor hij vier races reed.

## Superleague Formula
Buurman testte in de Superleague Formula voor het PSV Eindhoven - Azerti Motorsport team, en werd daar als coureur aangenomen. Daarmee werd hij de tweede Nederlander in deze klasse, naast Robert Doornbos die voor AC Milan - Scuderia Playteam reed. In 2009 kwam Buurman uit voor RSC Anderlecht - Zakspeed waar hij in veertien races drie keer het podium behaalde. In 2010 reed hij wederom in de Superleague, ditmaal voor AC Milan

## Overzicht
| Seizoen | Series                                         | Team                                    | Races | Poles | Gew. | Punten | Plaats |
| ------- | ---------------------------------------------- | --------------------------------------- | ----- | ----- | ---- | ------ | ------ |
| 2002    | Formule König                                  | Lohmann Motorsport                      | 14    | 0     | 0    | 53     | 20     |
| 2003    | Eurocup Formule Renault 2.0                    | Equipe Verschuur                        | 4     | 0     | 0    | 6      | 22     |
| 2003    | Formule Renault 2000 Nederland                 | Equipe Verschuur                        | ?     | ?     | ?    | 110    | 6      |
| 2003    | Formule Renault 2000 UK-winterkampioenschap    | Fortec Motorsport                       | 4     | 1     | 1    | 49     | 3      |
| 2004    | Eurocup Formule Renault 2.0                    | AR Motorsport                           | 15    | 0     | 0    | 4      | 30     |
| 2004    | Formule Renault 2000 Netherlands               | AR Motorsport                           | ?     | ?     | ?    | 174    | 3      |
| 2004    | Formule Renault 2.0 UK                         | Fortec Motorsport                       | 2     | 0     | 0    | 8      | 37     |
| 2004    | Formula Renault 2000 UK-winterkampioenschap    | Fortec Motorsport                       | 4     | 0     | 0    | 71     | 5t     |
| 2004    | Formula TR 2000 Pro Series Winter Invitational |                                         | 5     | 0     | 0    | 82     | 6      |
| 2005    | Formula Renault 2.0 UK                         | Fortec Motorsport                       | 20    | 1     | 3    | 359    | 4      |
| 2005    | Britse Formule 3-kampioenschap                 | Fortec Motorsport                       | 2     | 0     | 0    | 0      | NC     |
| 2005    | Formule Renault 2.0 Netherlands                | Fortec Motorsport                       | 2     | 0     | 0    | 11     | 26     |
| 2006    | Britse Formule 3-kampioenschap                 | Fortec Motorsport                       | 22    | 0     | 2    | 186    | 4      |
| 2006    | Formule 3 Euroseries                           | Fortec Motorsport                       | 4     | 0     | 0    | 1      | 17     |
| 2006    | Grand Prix van Macau                           | Fortec Motorsport                       | 1     | 0     | 0    | N/A    | 8      |
| 2006    | Ultimate Masters of Formula Three              | Fortec Motorsport                       | 1     | 0     | 0    | N/A    | 19     |
| 2007    | Formule 3 Euroseries                           | Manor Motorsport                        | 20    | 0     | 0    | 40     | 6      |
| 2007    | Formule Renault 3.5 Series                     | Fortec Motorsport                       | 4     | 0     | 0    | 15     | 20     |
| 2007    | Grand Prix van Macau                           | Manor Motorsport                        | 1     | 0     | 0    | N/A    | NC     |
| 2007    | Ultimate Masters of Formula Three              | Manor Motorsport                        | 1     | 0     | 0    | N/A    | 7      |
| 2008    | GP2 Series                                     | Arden                                   | 10    | 0     | 0    | 5      | 15     |
| 2008    | GP2 Asia Series                                | Arden                                   | 6     | 0     | 0    | 13     | 9      |
| 2008    | Superleague Formula                            | PSV Eindhoven - Azerti Motorsport       | 4     | 0     | 1    | 127    | 2      |
| 2009    | Superleague Formula                            | RSC Anderlecht - Zakspeed               | 14    | 0     | 2    | 305    | 4      |
| 2009    | GP2 Asia Series                                | Ocean Racing Technology                 | 4     | 0     | 0    | 0      | 0      |
| 2010    | Superleague Formula                            | AC Milan - AtechReid - Atech Grand Prix | 31*   | 0     | 3    | 631    | 5      |
| 2016    | Blancpain GT Series                            | Black Falcon Racing                     | 5*    | 0     | 0    | 2      | 17     |

* seizoen nog aan de gang